# Anni Holdmann
Anni Holdmann, född 28 januari 1900 i Hamburg, död 2 november 1960, var en tysk friidrottare.
Holdmann blev olympisk bronsmedaljör på 4 x 100 meter (med Leni Junker, Holdmann, Leni Schmidt och Rosa Kellner) vid sommarspelen 1928 i Amsterdam.